# Hugo de Jumièges
San Hugo, Hugo de Champaña o Hugo de Ruan (f. 730), fue un obispo francés, declarado santo por la Iglesia católica. Fue nieto de Pipino de Heristal y Plectruda e hijo de Drogo de Champaña y Anstrude, que a la vez era hija de Waratton y Ansfleda. Tanto Waratton como Drogo fueron mayordomos de palacio en Neustria.
San Hugo fue, al principio, hombre de leyes, y dotó las abadías de Saint-Wandrille y Jumièges. Entró en el monasterio de Jumièges en 718 y abrazó la vida religiosa bajo las órdenes del abad Cochin.
En 722, la archidiócesis de Ruan estuvo vacante y Hugo fue nombrado arzobispo. En 723, aceptó el cargo en la abadía de Fontenelle. En el siguiente año (724) se convirtió en obispo de París y Bayeux. Al final de su vida, se retiró a su monasterio. Murió el 9 de abril de 730 y fue enterrado en la catedral de Notre-Dame de París. Fue canonizado como santo. Su festividad es el 9 de abril.